# Ferdinand Schäffer
Ferdinand Schäffer (fl. XX secolo) è stato un allenatore di calcio e calciatore austriaco, di ruolo attaccante.

## Carriera
Da calciatore, è stato un attaccante del First Vienna. Nel 1961-1962 è stato allenatore dei norvegesi del Fredrikstad, portando la squadra al 3º posto finale in campionato e guidandola nell'edizione stagionale della Coppa dei Campioni.